# Samabaj
Samabaj es un área arqueológica que esta sumergida en el lago de Atitlán en Sololá, Guatemala, a menudo es llamada la Atlántida Maya. Se cree que existió desde hace más de 2,000 años hasta que fue quedando bajo el agua. En 1996, el buceador Roberto Samayoa estaba explorando las profundas aguas del lago de Atitlán, uno de los más espectaculares del mundo, situado a una altitud de 1.500 metros sobre el nivel del mar y de 18 kilómetros de longitud, cuando descubrió fragmentos de cerámica y otros elementos que llamaron su atención y que parecían estructuras realizadas por la mano del hombre. Aquellos misteriosos restos pertenecieron a un asentamiento maya que se alzó en una pequeña isla del lago y que fue bautizado como Samabaj.

## Etimología
El nombre proviene de la unión de la primera sílaba del apellido del descubridor  Roberto Samayoa, "sam", y el vocablo maya "abaj", que significa "piedra". 
Hace unos 2.000 años aproximadamente, al sur del lago había una pequeña isla, donde estaba situado el sitio de Samabaj, una pequeña aldea maya que se sumergió en el agua.
Estuvo conformada por 3 grupos principales:
- Grupo 1: Muros bien tallados, parece haber sido un área ocupacional.
- Grupo 2: Formada por 8 estructuras, de las cuales dos son paralelas, y al este de la primera estructura, se encuentra una estela bien pulida.
- Grupo 3: Es la más grande, posee una escalinata, y está a las afueras del grupo habitacional.[3]

## Única en Mesoamérica
La presencia de Samabaj en el lago Atitlán es única en Mesoamérica (y posiblemente en América), es un gran aspecto turístico y cultural de la región.

## Teorías del hundimiento de la "Atlántida maya"
- Una repentina inundación, que pudo haber sido provocada por una tormenta.
- Una erupción volcánica que hizo que el agua subiera.
- Un deslave o terremoto gigantesco, que pudo haber subido la marea.[4]